# Hoplosmia ligurica
Hoplosmia ligurica är en biart som först beskrevs av Ferdinand Morawitz 1868. Den ingår i släktet taggmurarbin och familjen buksamlarbin. Inga underarter finns listade i Catalogue of Life.

## Beskrivning
Hoplosmia ligurica har mattsvart grundfärg med vit behåring som delvis kan övergå till ljus hos hanen, som även har längre behåring runt antennerna och clypeus. Honan har svaga, vita hårband på tergit 1 till 3. Arten är liten, med en ungefärlig kroppslängd på 9 mm hos honan, 7 mm hos hanen.

## Utbredning
Arten finns i större delen av Sydeuropa från Portugal till Turkiet inklusive södra Schweiz, östra Österrike, Slovakien och Ungern, samt vidare sydöst till Israel och Iran. Den är tämligen ovanlig i hela utbredningsområdet.

## Ekologi
Hoplosmia ligurica är oligolektisk och hämtar endast pollen från korgblommiga växter.
Arten är solitär, det vill säga icke social; honan ansvarar ensam för avkomman och bygger larvbon i ihåliga växtstänglar.